# Pseudophaloe veranioides
Pseudophaloe veranioides är en fjärilsart som beskrevs av Erich Martin Hering 1925. Pseudophaloe veranioides ingår i släktet Pseudophaloe och familjen björnspinnare. Inga underarter finns listade.